# پل پهلوی ایوانکی
پل پهلوی ایوانکی مربوط به دوره پهلوی است و در شهرستان گرمسار، بخش ایوانکی، مرکز شهر ایوانکی واقع شده و این اثر در تاریخ ۲۶ اسفند ۱۳۸۷ با شمارهٔ ثبت ۲۶۰۵۶ به‌عنوان یکی از آثار ملی ایران به ثبت رسیده است.